# Гонзалес (Калифорнија)
Гонзалес (енгл. Gonzales) град је у америчкој савезној држави Калифорнија. По попису становништва из 2010. у њему је живело 8.187 становника.

## Демографија
Према попису становништва из 2010. у граду је живело 8.187 становника, што је 662 (8,8%) становника више него 2000. године.
| Група             | 2000.         | 2010.         |
| Белци             | 782 (10,4%)   | 650 (7,9%)    |
| Афроамериканци    | 60 (0,8%)     | 81 (1,0%)     |
| Азијати           | 154 (2,0%)    | 190 (2,3%)    |
| Хиспаноамериканци | 6.474 (86,0%) | 7.276 (88,9%) |
| Укупно            | 7.525         | 8.187         |